# Villa Canales
Pour les articles homonymes, voir Canales (homonymie).
Villa Canales est une ville du Guatemala située dans le département de Guatemala.

## Histoire
En raison d'une décision gouvernementale, Pueblo Viejo Petapa est devenue une municipalité le 3 juin 1912. Par la suite, son nom a changé à San Joaquin Villa Canales et plus tard raccourci en Villa Canales.

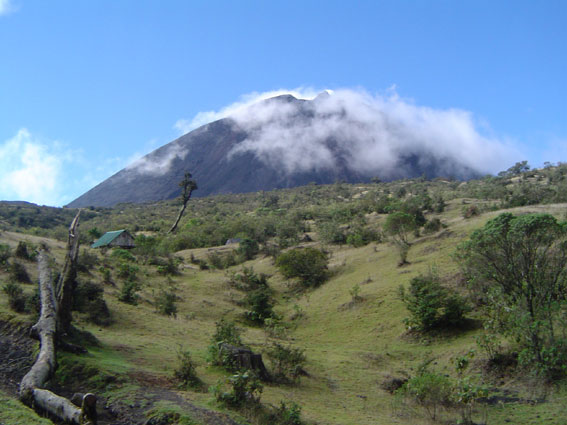
Le volcan Pacaya